# توم جيفري
توم جيفري (بالإنجليزية: Tom Jeffrey)‏ هو مخرج أسترالي، ولد في 26 سبتمبر 1938 في سيدني في أستراليا.

## وصلات خارجية
- توم جيفري على موقع IMDb (الإنجليزية)
- توم جيفري على موقع أول موفي (الإنجليزية)
- توم جيفري على موقع قاعدة بيانات الفيلم (الإنجليزية)
- توم جيفري على موقع كينوبويسك (الروسية)